# أودري باترسون
أودري باترسون (بالإنجليزية: Audrey Patterson)‏ هي عداءة سريعة أمريكية، ولدت في 27 سبتمبر 1926 في نيو أورلينز في الولايات المتحدة، وتوفيت في 23 أغسطس 1996 في ناشيونال سيتي في الولايات المتحدة.

## وصلات خارجية
- أودري باترسون على موقع اللجنة الأولمبية الدولية (الإنجليزية)
- أودري باترسون على موقع أوليمبيديا (الإنجليزية)
- أودري باترسون على موقع الموسوعة البريطانية (الإنجليزية)